# EMCrit
EMCrit è un gruppo collettivo ed editoriale medico statunitense composto da medici operanti nel campo delle cure critiche e della medicina d'emergenza-urgenza, che pubblica una serie di risorse digitali per equipaggiare medici, infermieri, paramedici e ricercatori.
EMCrit è stata fondata nel 2009 da Scott Weingart, un medico di emergenza di New York, precedentemente membro dello Shock Trauma Center di Baltimora.
Come componente centrale del movimento internazionale FOAM (Free Open Access Medicine) e del movimento ad open access, con oltre 54 000 follower su Twitter e 300 000 download di podcast mensili, è stato citato dal fornitore di informazioni cliniche Medscape come "probabilmente il sito web più popolare incentrato sulla medicina di emergenza e le rianimazione".

## Opere
Il gruppo è noto per il suo podcast, EMCrit Podcast - Critical Care and Resuscitation. Ogni due settimane viene pubblicato un nuovo episodio podcast che può essere utilizzato dagli operatori sanitari per i crediti di educazione continua in medicina dell'American Medical Association.
Il gruppo ha scritto il Resuscitation Crisis Manual, un manuale medico venduto da Leeuwin Press e scritto da 50 medici. Il formato del manuale si basa sul formato QRH (manuale rapido di consultazione) utilizzato nelle cabine di pilotaggio degli aerei, e la guida utilizza gli stessi principi di gestione delle risorse dell'equipaggio creati per la sicurezza aerea per fornire liste di controllo relative alla sicurezza dei pazienti.
Il gruppo pubblica l'Internet Book of Critical Care (IBCC) (Libro Internet di Terapia Intensiva), un libro di testo online incentrato su argomenti di medicina di terapia intensiva scritto dal medico statunitense Josh Farkas, specializzando di terapia intensiva e pneumologo all'Università del Vermont.